# Wolf CMS
Wolf CMS — свободная система управления содержанием, распространяемая на условиях Free Software и опубликованная под GNU General Public License v3.
Wolf CMS написана на языке программирования PHP. Wolf CMS является форком Frog CMS.
В 2010 году вышла в финал Packt Publishing’s Open Source awards в категории «Самый многообещающий Open Source проект».

## Основные плагины
Wolf CMS может быть расширена за счёт системы подключаемых модулей-плагинов. Некоторые из них, называемые основными плагинами (core plugins), доступные в дистрибутиве по умолчанию.
- Archive (Архив): плагин, который обеспечивает адресацию статей в блог-стиле.
- Comments (Комментарии): обеспечивает возможность комментирования статей.
- File Manager (Менеджер файлов): простой файловый менеджер, который предоставляет веб-интерфейс для общего каталога.
- Textile, Markdown: для обеспечения большей гибкости в работе администраторов и редакторов сайта Wolf CMS предоставляет систему сменных фильтров, обеспечивающих ввод статей в том или ином формате. В комплекте поставляются фильтры для облегчённых языков разметки Textile и Markdown.
- Statistics (Статистика): плагин отслеживает всю информацию о посещениях, чтобы обеспечить простую статистику для сайта.
- SQLite 3: плагин для тех администраторов, которые хотят использовать SQLite вместо MySQL в качестве системы управления базами данных.
- Page not found (Страница не найдена): позволяет администраторам настраивать страницу ошибки «Page not found» на их сайте.

## Архитектура
Ядро данной CMS минималистично. Оно построено вокруг миниатюрного MVC-фреймворка и позволяет собрать в единое целое части php и html кода, хранящегося в базе. Весь код доступен администратору сайта для прямого редактирования.

## Состояние разработки
Wolf CMS активно развивается и имеет растущее сообщество
28 декабря 2010 репозиторий кода Wolf CMS был перенесён с Google Code на Github.